# Jérôme-Frédéric Bignon
Pour les articles homonymes, voir Bignon.
Jérôme-Frédéric Bignon (né le 11 janvier 1747 à Paris, mort le 1er avril 1784) est un bibliothécaire du roi.

## Biographie
Membre de la famille Bignon, il est le fils d'Armand-Jérôme Bignon (1711-1772), prévôt des marchands de Paris, bibliothécaire du roi et de Marie Angélique Blanche Hue de Vermanoir. Le 8 septembre 1764 il épouse Marie-Bernardine de Hennot, file de Pierre-François du Hennot et de Bernardine-Louise-Françoise Cabieul, qui lui apporte les seigneuries de Barneville et de Graffard. Il ne fit que de court séjours séjours à Barneville, au manoir de Graffard, où il vint en 1770 et 1771. C'est Me Jean-Louis Chellé, avocat au parlement de Paris et M. Michel de Ventigny, sieur de La Duranderie, résidant au manoir de Graffar, qui gèrent les biens cotentinais de M. Bignon qui comportent les fiefs de Barneville, Graffard, Le Rosel, Sortosville-en-Beaumont, Saint-Georges-de-la-Rivière en partie et des propriétés, dont le château d'Écausseville, s'étendant sur douze autres paroisses du Cotentin.
Par le mariage de sa sœur Blanche Françoise Rosalie Bignon, il devient en 1762 le beau-frère d'Armand Thomas Hue de Miromesnil (1723-1796), alors premier président du Parlement de Normandie et futur garde des Sceaux (1774-1787).
Il a été conseiller au Parlement de Paris de 1766 à 1771.
Sur la démission de son père en 1770, il est nommé bibliothécaire du roi. C'est sous son administration qu'on achève la construction du salon de la Bibliothèque royale, rue de Richelieu, commencé en 1754, où sont installés et montrés au public les deux globes que Vincenzo Coronelli avait faits pour Louis XIV.
Il est reçu à l'Académie des inscriptions et belles-lettres en 1781.
Il achète en 1776 le château du Plessis-Piquet (actuel hôtel de ville du Plessis-Robinson) qu'il agrandit et auquel il annexe une orangerie.
Il meurt à Paris, paroisse Saint-Eustache, le 2 avril 1784.
De son union avec Marie-Bernardine de Hennot il eut :
- Armande-Marie, née le 9 octobre 1765 et morte en 1809. Elle épousa en 1784, Antoine-Raoul Marie, marquis de Cussy-Vouilly ;
- Angélique-Frédéric-Marie, née le 27 mars 1767 ;
- Armand-Jérôme, né le 10 mars 1769 et mort en 1847, qui épousa Mélanie Terray.